# Дишлидже
Дишлидже (Зубчатый, Зубатый, тур. Dişlice Adası — остров зубов, от diş — «зуб») — необитаемый скалистый остров в Турции, расположенный в заливе Хисарёню Эгейского моря, к западу от села Хисарёню, у южного побережья полуострова Решадие (Датча), у входа в бухту Хисарёню, к северу от села Бозбурун и островов Хисарёню (Коджаада и Камерье). Относится к району Мармарис в иле Мугла.